# Antony Fisher
Antony George Anson Fisher (* 28. Juni 1915 in London; † 8. Juli 1988 in San Francisco, USA) war ein rechtslibertärer britischer Unternehmer und  Lobbyist.

## Leben
Antony Fisher wurde am 28. Juni 1915 in eine Londoner Familie geboren, die ihren Wohlstand der Ausbeutung des Wearmouth Kohlebergwerks in Sunderland verdankte. Er war der älteste Sohn von Janet Katherine Mary Fisher, geborene Anson, und des Offiziers George Kenneth Thompson Fisher.
Fisher besuchte ab 1928 das Eton- und ab 1933 das Trinity College in Cambridge, wo er 1936 das Studium der Ingenieurwissenschaften abschloss. 1939 heiratete er Eve Lilian Naylor. Sie bekamen vier Kinder und wurden 1968 geschieden. Er gründete zwei kleinere Unternehmen in der Automobilbranche, die beide nach Kriegsausbruch nicht mehr existierten. Während des Zweiten Weltkriegs diente er in der britischen Luftwaffe.
Nach dem Krieg gründete er zwei landwirtschaftliche Großbetriebe, in denen er Massentierhaltung betrieb. Eines ging bankrott, das andere verkaufte er 1968. Es brachte ihm ein Millionenvermögen ein. 1977 heiratete er die wohlhabende Witwe Dorian Crocker. Er starb 1988 im Alter von 73 Jahren in San Francisco.

## Wirken
Schon während des Krieges beschäftigte er sich mit Ideen Friedrich Hayeks, eines der wichtigsten Vertreter des Libertarismus. Nachdem mit Labour seit Juli 1945 eine sozialdemokratische Partei die britische Regierung stellte fürchtete er, das Land könne sozialistisch werden.
Um diese vermeintliche Entwicklung umzukehren überlegte er, in die Politik zu gehen, und bat Hayek um Rat. Der warnte davor, Zeit damit zu verschwenden, denn der entscheidende Einfluss „in der großen Schlacht der Ideen und der Politik“ gehe von bestimmten Intellektuellen aus, die er als „Gebrauchtwarenhändler für Ideen“ bezeichnete. Sie seien es, die den politischen Diskurs zugunsten zunehmenden staatlichen Einflusses gedreht hätten.
Fisher folgte Hayeks Rat und begann, statt ein politisches Mandat anzustreben, sein Vermögen dafür einzusetzen, ein Netzwerk rechtslibertärer Denkfabriken aufzubauen, um Wissenschaftler, die öffentliche Meinung und die Politik der britischen Regierung zu beeinflussen. Zusammen mit dem neoliberalen Aktivisten Oliver Smedley gründete er 1955 zunächst das Institute of Economic Affairs (IEA). Es wurde zum ersten Baustein einer „Infrastruktur der Beeinflussung“ mit dem Ziel, demokratische Macht durch „die Macht des Geldes“ zu ersetzen.
Fisher und Smedley entwickelten damit die erste moderne Denkfabrik in Großbritannien. Aufgabe des IEA war, anders als die der US-Denkfabriken dieser Zeit, nicht die Entwicklung neuer Ideen oder die Suche nach Lösungen für gesellschaftliche Herausforderungen. Stattdessen sollten Multiplikatoren beeinflusst, sowie die neoliberalen beziehungsweise rechtslibertären Vorstellungen Hayeks und anderer verbreitet und anschlussfähig gemacht werden. Wichtig war den Gründern, ihre wahren Absichten zu verschleiern; Smedley formulierte bei der Gründung des IEA, es sei unerlässlich, „in unserer Literatur keinen Hinweis darauf zu geben, dass wir daran arbeiten, die Öffentlichkeit entlang bestimmter Linien anzuleiten. Deshalb ist der erste Entwurf [unserer Ziele] eher zurückhaltend formuliert.“
Als die Stiftung konsolidiert war, organisierte Fisher die dauerhafte Finanzierung und gewann dafür Shell, BP und andere finanzstarke Konzerne der Tabak-, Alkohol- und Ölindustrie. Mit Gründung des IEA, das er als seinen Hebel verstand, die Welt zu ändern, spielte Fisher eine entscheidende Rolle dabei, die britische Nachkriegspolitik zugunsten libertärer Vorstellungen zu ändern. Sie wurden zu Grundlagen des Thatcherismus.
Das IEA beauftragte Professoren, kurze, leicht verdauliche Artikel zu wirtschaftlichen Themen zu verfassen, die von reichen Spendern gekauft und in Schulen und Universitäten verschickt wurden. Unter anderem mit einer Flut von Schriften, die prägnante Titel trugen wie Nieder mit den Armen (1971) oder Der radikale Reaktionär fordert heraus (1981), gelang so ein merklicher Wandel des geistigen Klimas, der half, den britischen Nachkriegskonsens zu zerschlagen. Dieser hatte im Wesentlichen in einem Ausgleich der Interessen von Wirtschaft und Gesellschaft und dem Erhalt bzw. Ausbau des Sozialstaats bestanden.
In diesem Klima konnte Margaret Thatcher, eine Verfechterin des Wirtschaftsliberalismus, die Nachfolge des als Interventionist geltenden britischen Premiers Edward Heath antreten. In ihrer Amtszeit war das IEA eine der inoffiziellen Denkfabriken der Regierung.
In der Folge gründete Fisher weltweit weitere libertäre Denkfabriken, allesamt Klone des IEA.
Als zentralen Knoten in diesem Netzwerk von rechtsgerichteten Stiftungen gründete Fisher 1981 mit seiner zweiten Frau Dorian die Atlas Economic Research Foundation, das heutige Atlas Network. Es wird unter anderem finanziert von Exxon Mobil und diversen Koch-Stiftungen. Die zweite Ehe verschaffte ihm die nötigen Mittel, um nun persönlich die Direktionen der neu gegründeten Denkfabriken auf der ganzen Welt zu unterweisen.

## Rezeption
Antony Fisher und der Einfluss, den er ausübte, wurde zu seinen Lebzeiten von der Öffentlichkeit kaum wahrgenommen, obwohl er als „einer der zentralen Vorkämpfer für die Verbreitung des Neoliberalismus auf allen Kontinenten dieser Welt“ eingeordnet wird. So bedankte sich Margaret Thatcher nach dem Wahlsieg der Tories 1979 bei Fisher mit den Worten: „Sie haben eine Atmosphäre erzeugt, die unseren Sieg ermöglichte“.
Oliver Letwin, konservativer Abgeordneter im britischen Unterhaus und  Staatsminister unter Premierminister Cameron, bewertete Fishers Einfluss in der Tageszeitung The Times am 26. Mai 1994 so: „Ohne Fisher keine IEA, ohne das IEA und seine Klone keine Thatcher, und wahrscheinlich auch kein Reagan. Ohne Reagan keine SDI, ohne diese kein wirtschaftlicher Zusammenbruch der Sowjetunion. Eine ziemliche Kette von Auswirkungen für einen Hühnerzüchter.“
Der Ökonom Milton Friedman,  wie Fisher Gründungsmitglied der Mont-Pèlerin-Gesellschaft, sagte zu Fishers Einfluss: „Die von Margaret Thatcher in der britischen Politik vollzogene Kehrtwende ist Fisher vor allen anderen Personen zu verdanken.“ „Nur wenige Menschen waren je in der Lage, so viel für die Umsetzung ihrer Ideen in die Praxis zu tun.“